# Городской училищный дом в память М. Ю. Лермонтова
Городской училищный дом в память М. Ю. Лермонтова — памятник архитектуры. Расположен в Адмиралтейском районе Санкт-Петербурга, современный адрес дома — Лермонтовский проспект, 52.
В середине XIX века участком с двухэтажным домом из дерева и камня владел полковник К. В. Губарев. С 1880-х годов участок заняли ясли-приют городского ведомства.
Проект И. И. Яковлева был одобрен 10 мая 1904 года и реализован в 1906—1907 годах. В Ш-образном в плане здании было сделано 16 классов для 800 учеников. Центральная часть строения повышена, окна, освещающие классы, сгруппированы по три, объёмы лестниц отражены на фасаде и завершены щипцами. Здание почти симметрично, но левое звено на одну ось шире правого, что дало больше места для актового зала третьего этажа. В декоре использованы цепочки рустов, рёбра-пинакли, на боковых крыльях двойные-тройные окна скошены. Кроме того, для украшения здания использован цвет: внутреннее деление на классы снаружи подчёркнуто вертикальными полосами красной штукатурки с окаймлением зубчиками, также цветом оформлены брандмауэры.
На 2024 год в здании размещается школа № 280.